# Idaea kammeli
Idaea kammeli là một loài bướm đêm trong họ Geometridae.